# Denekia
Denekia é um género botânico pertencente à família Asteraceae.